# Acontia hemixanthia
Acontia hemixanthia là một loài bướm đêm trong họ Noctuidae.